# 松永一哉
株式会社 Juin Trente Ami 
芸能事業部 Juin Trente Entertainment
全SNSリンクツリー =https://lit.link/kazuyamatsunaga
松永 一哉（まつなが かずや、1988年6月30日- ）は、日本の俳優、アーティスト
茨城県稲敷郡阿見町出身。愛称は「マツカズ」。

## 経歴・人物
- アクターズスタジオつくば校時代には、三浦春馬、鈴木和也と共に「Brash Brats」として活動。

アミューズは三浦春馬を含めた3人での契約を条件にし契約。期限の活動停止をし個々のタレント活動に専念する。
- 2003年10月 ― 2012年3月末までアミューズにアーティスト、タレントとして在籍。劇団プレステージの元劇団員でもあった。
- 妹は元女優・モデルの松永涼子。
- お正月番組スポーツマンNo.1決定戦では、跳び箱モンスターボックスの17段を記録。
- M ACT STUDIOというダンススタジオではオーナーを務めていたが2014年に閉鎖。同年にM ACT CREWも解散した。
- 憧れの人物はジャッキー・チェン、マイケル・ジャクソン。
- 好きな漫画はONE PIECE、ドラゴンボール。
- 好きな色   青
- 特技　アクロバット、ダンス、歌、スラックライン
- 座右の銘　袖すり合うも他生の縁
- 好きな物    虹、向日葵、 空
- 松井珠理奈によるプラスティックの唇、赤いピンヒールとプロフェッサーの専属ダンサー。
- 2017年に行われた超体感ステージキャプテン翼で蛯名健一振付師として参加。
- オリジナル曲ミュージックビデオ制作費の為にクラウドファンディングを行った。
- 2ndシングル『Crewse』が2023年1月文化放送「CultureZ」のエンディングテーマ曲に起用された。
- HARU、BETRAYALと共に「Trippin」を発足。ダンスと歌で魅せる極上のショーケースを拡めるべく集結し、レギュラーでライブを開催。

## 出演

### 映画
- 恋空（2007年）
- FROGS on Screen(2008年）
- キラー・ヴァージンロード（2009年）
- SHAKE HANDS(2013年）

### テレビドラマ
- はぐれ刑事純情派 part.15（2002年、テレビ朝日） - 田倉修一 役
- ガチバカ 第4話（2006年、TBS）
- 花より男子2（リターンズ） 第1話（2007年、TBS）
- 太陽と海の教室（2008年、[[出演 平塚航太 役

フジテレビジョン|フジテレビ]]） - レギュラー* おひとりさま 第2話（2009年、TBS）
- ヤンキー君とメガネちゃん 第9・10話（2010年、TBS）
- ジョーカー 許されざる捜査官（第6話） 第6話（2010年8月17日、フジテレビ） - 窃盗団の一員 役
- 勇者ヨシヒコと魔王の城 第8話（2011年8月27日、テレビ東京） - 渡り廊下de魔物倒し隊メンバー（赤） 役

劇中振付担当。

### バラエティ
- 栄光のスポーツマンNo.1決定戦スペシャル 跳び箱史上最大の祭典（2010年1月7日、TBS）
- だいすけ君が行く!!ポチたま新ペットの旅（2011年8月24日、BSジャパン）
- DANCE@TV（2012年、テレビ東京）
- SMAP×SMAP（2013年、フジテレビ）
- 火曜曲!（2013年5月28日、TBS）
- 渋谷区流行坂（2013年6月1日、ベターライフチャンネル）
- 僕らの音楽（2013年6月7日、フジテレビ）
- COUNT DOWN TV（2013年6月8日、TBS）
- HEY!HEY!HEY! MUSIC CHAMP 電撃復活2013 総勢97名のアーティストが集結!ダウンタウンがやらなきゃ誰がやる!SP（2013年7月1日、フジテレビ）
- ミュージックステーション 2時間スペシャル 夏のスーパーライブ（2013年7月5日、テレビ朝日）
- CDTV祝20周年SP超プレミアライブ（2013年10月6日、TBS）

### MV
- SKUNK SHOT BOOSTER 「友へ」
- SMAP 「Joy!!」
- 自身の初楽曲「Gone to Twilight」(2021年10月5日 YouTubeチャンネル【マツカズSTYLE】にて公開)

　以下全て同チャンネルにて公開中
- Crewse(2022年9月30日)
- DeaR(2022年10月21日)
- The face hidden inside.(2022年11月23日)
- 君の目に映る僕は(2023年4月5日)

### 映像作品
- 「FROGS Spin Off〜カエル達のがむしゃらアドベンチャー〜」（2007年11月、アミューズソフトエンタテインメント）
- 「DOCUMENTARY OF FROGS」（2009年5月、アミューズソフトエンタテインメント）
- 「THE GAME〜Boy's Film Show〜」（2009年12月、アミューズソフトエンタテインメント）
- 「THE GAME〜Boy's Film Show〜2010」（2010年12月、アミューズソフトエンタテインメント）

### 舞台
※役名の太字は主演作品。
- Shopping Street Seven - 川原一樹 役
- 地球ゴージャスプロデュースvol.8「HUMANITY」（2006年、新宿コマ劇場/大阪フェスティバルホール）
- FROGS（2007年3月、池袋シアターグリーン BIG TREE THEATER） - 部下 / 執行者 役
- FROGS（2007年9月、東京芸術劇場 中ホール） - 部下 / 執行者 / フクロウ（裏） 役
- GIFT（2007年12月、東京グローブ座） - 霧隠幻八郎 役
- FROGS（2008年3月、天王洲銀河劇場/梅田芸術劇場） - 部下 / 執行者 / フクロウ（裏） 役
- GIFT（2008年12月、天王州銀河劇場） - 霧隠幻八郎 役
- FROGS（2009年2月、池袋サンシャイン劇場/新神戸オリエンタル劇場） - 部下 / 執行者 / フクロウ（裏） 役
- 地球ゴージャスプロデュースvol.10「星の大地に降る涙」（2009年、赤坂ACTシアター/道新ホール/梅田芸術劇場） - リンパ 役
- ニコニコミュージカル クリスマス・キャロル（2010年12月、博品館劇場） - 天使ウリエル 役、他
- 劇団プレステージ 第2回公演「サイキックフライト!〜頑張るエスパーとあと2、3人〜」（2011年、千本桜ホール） - 沢木太郎 役
- 小倉久寛ひとり立ち公演vol.3「ダンス天国」（2011年、シアターサンモール）
- M.MIX presents ありがとうvol.2〜虹の彼方へ〜（2011年12月、エコルマホール）
- 地球ゴージャスプロデュースvol.12「海盗セブン」（2012年、赤坂ACTシアター/中京大学文化市民会館/新潟テルサ/福岡サンパレス/オリックス劇場） - ポパイ 役
- 松永一哉プロデュース公演 第一弾「M ACT QUEST〜勇者たもつと屈強なパフォーマー達の魔王への軌跡〜」（2012年8月、三鷹市芸術文化センター） - 明智光 ヒデ 役
- 劇団ドガドガプラス「偽作 不思議の国でアリんス2012」（2012年8月、東京キネマ倶楽部） - マイケル 役、他
- ＜2012生命のコンサート＞ 音楽劇 赤毛のアン（2012年11月、東京国際フォーラム） - 郵便屋 役、他
- 音楽劇 蒼穹のファフナー（2012年12月、博品館劇場） - 近藤剣司 役
- 劇団SET タイツマンズ・バラ組LIVE「シュワッチ!」〜目指すはタイツの王子様〜（2013年、赤坂レッドシアター） - 服部伴蔵 役
- PEACE 第6回公演「CLOCK」（2013年4月、日暮里サニーホール） - 九尾 役
- SECOND・N PRODUCE VOL.3「愛しの★ギョレンジャー」（2013年6月、Geki地下Liberty） - 大場一也 役
- 松永一哉プロデュース公演 第二弾「Midnight Traveller」（2013年10月、ブディストホール） - 塚本いくみ 役
- Glorious Creations×劇団TEAM-ODAC公演「BLACK10」（2014年2月、スペース・ゼロ） - 林直俊 役
- TDS 第一生命全国ツアー「Let's share a dream」（2014年）
- 東宝ミュージカル「ミス・サイゴン」（2014年） - ドラゴンダンサー 地方公演参加
- 「ファンタジープラネット」（2014年11月、六行会ホール） - 狼ブラック 役
- ミュージカル座「アイハヴアドリーム」（2016年2月、光が丘IMAホール） - スパイク 役
- 東宝ミュージカル「1789〜バスティーユの恋人たち〜」（2016年4月、帝国劇場/梅田芸術劇場）
- オフブロードウェイミュージカル「bare」（2016年6月、シアターサンモール） - ルーカス 役
- ザ・ジャカバルズ「ジャンク歌舞伎」-The show must go on!!-（2016年10月、CBGKシブゲキ!!） - 松永一哉 役
- ミュージカル座「レンジャー」（2016年10月、光が丘IMAホール） - 高橋泰助 役
- 梅田芸術劇場「ロミオ&ジュリエット」（2017年、赤坂ACTシアター） - モンタギューダンサー
- 劇団四季「Aladdin」（2017年 - 、海劇場） - 外部契約として参加
- 劇団TEAM-ODAC公演「BLACK10・改」（2017年7月、草月ホール） - 林直俊 役
- 超体感ステージ「キャプテン翼」（2017年8月、六本木ブルーシアター） - エイブ・レオン 役
- 水木英昭プロデュースvol.25

「レイジーミッドナイト」
(2021年6月30日（水）～7月4日（日）
紀伊國屋サザンシアター TAKASHIMAYA)
-橘 貞治 役
- 三ツ星キッチン J. Musical 「LOVE」(2021年8月､THEATRE ザ・ポケット) 　- 深川竜一 役

### LIVE
- 横浜ロマンスポルノ'06 〜キャッチ ザ ハネウマ〜（2006年7月 横浜スタジアム）
- Amuse Presents 「ハンサム祭り〜お台場紅白歌合戦〜」（2007年12月 Zepp Tokyo）
- Amuse Presents 「SUPER ハンサム LIVE 2009 〜男 da 男!!〜」（2009年12月 Zepp Tokyo）
- MICHAEL JACKSON TRIBUTE LIVE （2011年12月 東京国立代々木競技場第一体育館）
- 「AKB48 2013真夏のドームツアー〜まだまだ、やらなきゃいけないことがある〜」（2013年 福岡ヤフオク!ドーム、東京ドーム）
- 宇尾元太 配信2周年記念LIVE「Circle of cozy edge~心地よい縁の輪~」(2022年11月5日 水道橋Words)
- CLOWN’S CROWN presents「7DAYS C/W PARTY」～７日間で好きになってくれへんか？DAY.6〜CLOWN’S CROWN × S.Dragon-Er編(2022年11月12日 Asakusa Gold Sounds)
- HARU presents 「JUMP AROUND vol.20」(2022年12月21日 西永福JAM)
- HARU Birthday Special 「JUMP AROUND vol.22」(2023年2月2日 西永福JAM)
- Asakusa Gold Sounds 6th ANNIVERSARY 東京力車×TORAfic☆signALL presents「浅草LOVER」(2023年2月27日 Asakusa Gold Sounds)
- KEN EBISAWA BIRTHDAY AFTER PARTY!!(2023年4月18日 Asakusa Gold Sounds)
- GA-HA- Solo 8th Anniversary LIVE(2023年5月8日 Asakusa Gold Sounds)
- HARU presents「JUMP AROUND vol.26」(2023年5月11日 西永福JAM)
- HARU presents「JUMP AROUND vol.29」(2023年7月21日 西永福JAM)

### イベント
- るいとといる〜青柳塁斗 もうすぐ誕生20周年記念パーティー〜（2010年3月14日 下北沢ガーデン）
- "M" first event（2011年10月30日 FIAT SPACE）
- "M" 2nd event（2011年12月9日 FIAT SPACE）
- Lead Music Vol.3（2011年12月10日 渋谷UNDERBAR）
- rhythmic Don't stop Tuesday（2011年12月27日 渋谷）
- 青山FAVORITE PREMIUM（2011年12月29日 FIAT SPACE）
- 宮下雄也プロデュースイベント「No.1ホスト！永田彬をご指名ですか？」（2012年6月23日 ヨシモト∞ホール）
- M 24th anniversary〜ロバのロバによるロバのための誕生座談会〜（2012年6月30日 文化ファッションインキュベーション）
- M ACT QUEST 街頭プロモーション（2012年8月10日 秋葉原）
- COTA-rs FESTA 2012（2012年9月15日〜16日 明石スタジオ）
- Lead Music Vol.4（2012年10月5日 池袋mismatch）
- ロア健治主催「イケメン祭りvol.2」（2012年10月6日 大阪アトランティック）
- ロア健治主催「イケメン祭りvol.2」（2012年10月14日 池袋BlackHole）
- Act Against AIDS 2012『THE VARIETY 20』（2012年11月30日〜12月1日 日本武道館）
- 皆城総士 生誕祭〜蒼穹のファフナー 年末オールナイトオフ会（2012年12月27日 パセラリゾーツAKIBAマルチエンターテインメント7F PARMS）
- LadyBoB's Happy Night〜Birthday & NewYear Party!〜（2013年1月20日 GRACE BALI）
- EVENT（2013年1月28日 J-POP CAFE SHIBUYA）
- M ACT event vol.3「New comer & Speciality」（2013年3月9日 新大久保bto）
- BIRTHDAY EVENT（2013年3月20日 DIX AZABU）
- 音楽劇「蒼穹のファフナー」複数来場特典「クロッシング公式オフ会」（2013年3月23日）
- PEACE 6TH PLAY「CLOCK」 制作発表（2013年4月12日 Rapport）
- MUSIC-COLLECTION（2013年4月15日 Lounge ESPRIT）
- A.RAISE vol.1（2013年4月23日 J-POP CAFE SHIBUYA）
- M 4th event〜松永一哉 15th Anniversary〜（2013年 6月29日 アンドロイドルカフェ）
- Japan Music Festival 〜サマーゴッドフェス〜（2013年8月1日 STUDIO COAST）
- 公演初日まで77日！「Midnight Traveller街頭プロモーション」（2013年8月4日 渋谷マルイ前）
- GIRLS FESTIVAL SUMMER SP（2013年8月16日 渋谷VISION）
- マビノギ英雄伝 フラッシュモブイベント（2013年8月25日 お台場）
- "M" 5th event（2013年8月25日 Live Café 以心伝心）
- マビノギ英雄伝 フラッシュモブイベント（2013年8月31日 新宿ステーションスクエア）
- 加藤真央 BIRTHDAY PARTY 2013（2013年9月14日）
- Keep it REAL Vol.9（2013年11月5日 Zepp Diver City TOKYO）
- YES WE CAN!（2013年11月16日 Shibuya DUO MUSIC EXCHANGE）
- YOHプロデュース ARTイベント「喜怒哀楽 -ART Xmas-」（2013年12月20日〜21日 MUSE HALL）
- Y3 party Xmas Special（2013年12月22日 道玄坂119）
- Kazuya Crew Event~Gone to Twilight~(2022年3月19日・20日 全4回公演 DREAM STORE)
- Kazuya Crew Event~Music Liver Party~(2022年6月25日・26日 全4回公演 DREAM STORE)
- Bar Kazuya Crew~Birthday Countdown~(2022年6月29日~30日 バルビゾン27)
- Kazuya Matsunaga「Crewse」発売記念(2022年10月22日 タワーレコードららぽーと立川立飛店)
- Kazuya Crew Event「Crewse」(2022年10月23日 昼公演『DANCE&Talk特典会』夜公演『Crewse Release Live』 DREAM STORE)
- Kazuya Matsunaga「Crewse」発売記念イベント(2022年11月24日 全2回　越谷イオンレイクタウン kaze 1F 光の広場)
- Kazuya Crew Event~Valentine Live~(2023年2月14日 昼公演『Valentine CollaBox Show』 夜公演『Valentine Music Night』 銀座TACT)
- Kazuya Matsunaga Premium Event~1st ANNIVERSARY 感謝祭~(2023年3月19日 PLAISIR STUDIO)
- Trippin 初イベント Free Live（2023年5月27日 全2回　笠間宿）
- Kazuya Crew Event~MusiQzmiC World~（2023年6月30日 1st『Dance＆Talk特典会』2nd『Releaseワンマンライブ』銀座TACT）